# پنی هارداوی
پنی هارداوی (انگلیسی: Penny Hardaway؛ زاده ۱۸ ژوئیهٔ ۱۹۷۱) یک بازیکن بسکتبال سابق اهل ایالات متحده آمریکا است.